# Tadeusz Różewicz
Tadeusz Różewicz (9. října 1921, Radomsko, Polsko – 24. dubna 2014, Wrocław) byl polský básník a dramatik.

## Život
Narodil se v úřednické rodině, jako prostřední ze tří bratrů. Během války absolvoval důstojnický výcvik a pracoval s partyzánskou skupinou, kde se také seznámil se svojí budoucí ženou Wiesławou. Po válce začal studovat umění na Jagellonské univerzitě v Krakově. V roce 1947 vydal první básnickou sbírku Niepokój. Socialistický režim jej označil za ideologa imperialismu.
Je pochován na hřbitově při Kostele Wang v městě Karpacz.

## Dílo (výběr)

### Sbírky povídek
- 1955 – Opadły liście z drzew
- 1960 – Przerwany egzamin
- 1966 – Wycieczka do muzeum
- 1970 – Śmierć w starych dekoracjach
- 1979 – Próba rekonstrukcji
- 1983 – Te kwiaty
- 2013 – Flagi

### Dramata
- 1960 – Kartoteka
- 1962 – Grupa Laokoona

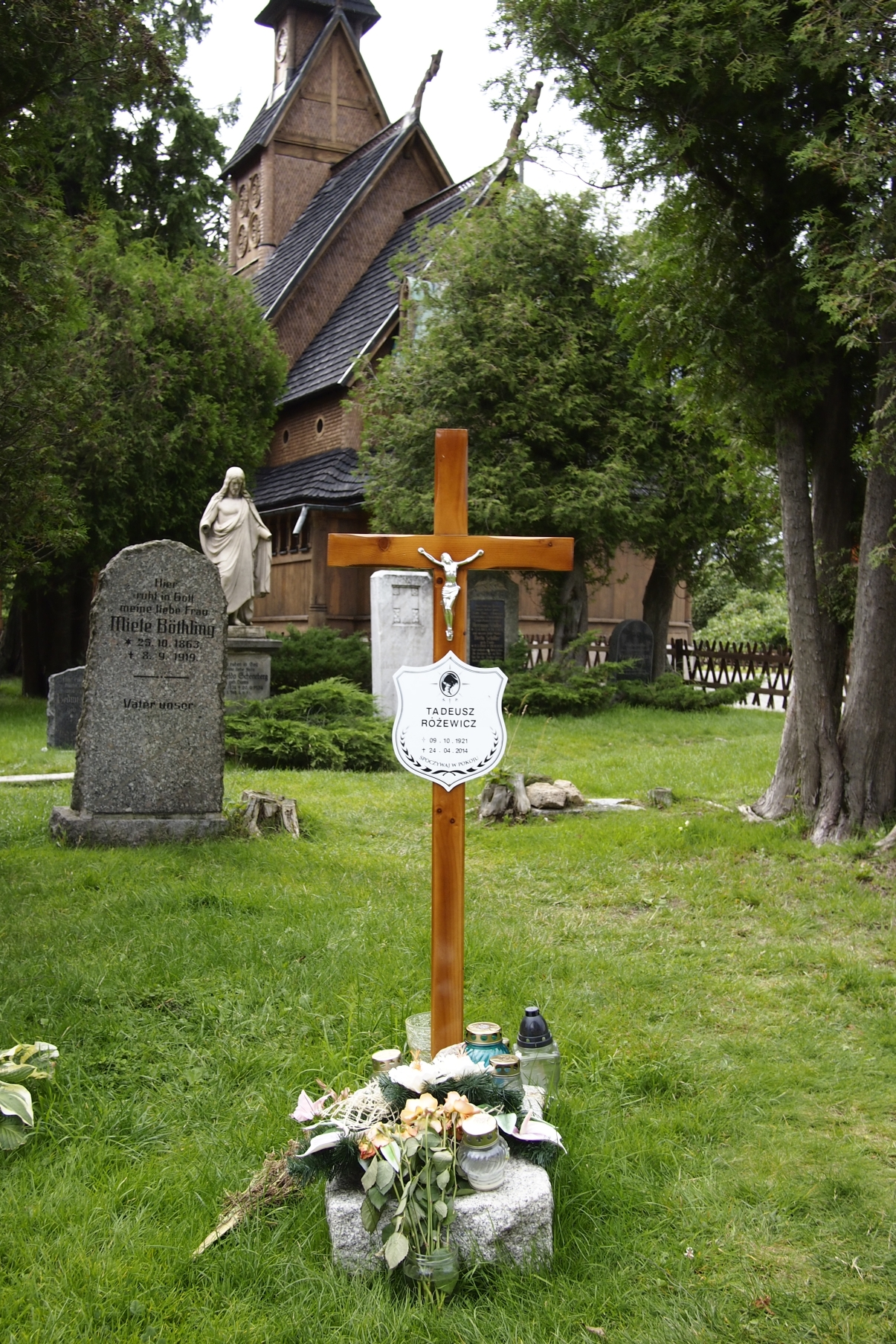
Hrob Tadeusze Różewicze

- 1964 – Świadkowie albo Nasza mała stabilizacja
- 1965 – Wyszedł z domu
- 1969 – Stara kobieta wysiaduje
- 1972 – Na czworakach
- 1975 – Białe małżeństwo
- 1979 – Śmierć w starych dekoracjach
- 1979 – Do piachu
- 1982 – Pułapka
- 1997 – Kartoteka rozrzucona
- 1997 – Palacz

## Ocenění
- Rakouská státní cena za evropskou literaturu, 1982